# Caudron C.180
Dimensions
Le Caudron C.180 était un avion de transport de passagers français à dix places, tout en métal et équipé de trois moteurs.

## Historique
Il a été conçu pour répondre au programme des trimoteurs coloniaux. Il a volé pour la première fois en 1930.
Un seul appareil a été construit.